# Psammoecus biapicallis
Psammoecus biapicallis is een keversoort uit de familie spitshalskevers (Silvanidae). De wetenschappelijke naam van de soort werd in 1927 gepubliceerd door Gilbert John Arrow.